# Wilco van Rooijen
Wilco van Rooijen (Utrecht, 25 november 1967) is een Nederlandse bergbeklimmer. Hij is in de Nederlandse klimsport vooral bekend door de ontberingen die hij in 2008 op de K2 heeft doorstaan. Daarnaast heeft hij zonder extra zuurstof te gebruiken de Mount Everest beklommen.

## Levensloop
Na zijn havo-eindexamen studeerde Van Rooijen elektrotechniek aan de HTS en twee jaar aan de TU van Eindhoven.
Hij beklom een groot aantal Noordwanden in de Alpen en bergen wereldwijd. Ook bereikte hij op eigen kracht zowel de geografische Noord- als de Zuidpool. Op 20 mei 2004 bereikte Van Rooijen via de noordkant zonder gebruik te maken van extra zuurstof de top van de Mount Everest. Twee jaar eerder had Van Rooijen ook al een poging gedaan (met paraglider om ervan af te vliegen), maar hij keerde toen op ruim 8000 m vanwege slecht weer om.
Op 2 augustus 2008, nadat de top was bereikt zonder extra zuurstof, werd Van Rooijen na een ongeval op de K2 vermist, maar keerde na drie dagen levend terug uit de 'zone des doods'. Elf andere klimmers kwamen op de berg om. Van Rooijen was verdwaald en miste in zijn afdaling kamp IV. Na twee nachten vond hij op eigen kracht Sherpa Pemba en teamgenoot Cas van de Gevel in kamp 3 terug. Van Rooijen daalde met zijn teammaat Cas van de Gevel op eigen kracht terug naar het basiskamp alwaar derdegraads bevriezingsverschijnselen aan zijn tenen werden geconstateerd. Uiteindelijk moest hij hierdoor al zijn tenen missen. Eerder raakte hij in 1995 ook op de K2 zwaargewond, hij werd toen door steenslag geraakt.
Op 10 januari 2011 stond Van Rooijen op de top van de Mount Vinson, op Antarctica. Voor hem was dat de laatste top van de Seven Summits, de zeven hoogste toppen op de zeven wereldcontinenten, zonder daarbij voor de beklimming van de Mount Everest zuurstof te gebruiken. Daarmee voltooide Van Rooijen ook zijn Explorers Grand Slam, d.w.z naast de Seven Summits ook het bereiken van de Noord- en Zuidpool op eigen kracht.
Van Rooijen heeft zijn eigen onderneming, waarmee hij beklimmingen/expedities organiseert en lezingen geeft.
In 2021 produceerde Van Rooijen samen met documentaire-maker Sjors Ruijter de film 49 SUMMITS, een film over zichzelf en Cas van de Gevel.

## Prestaties
Hieronder een selectie van door Van Rooijen beklommen bergen.
- Mont Blanc
- Shishapangma voortop, 1998, 8027m, zonder zuurstof
- Mount Kenya
- Broad Peak voortop
- K2, in 1995, 2006 en 2008
- Eiger
- Mount Everest, noordkant in 2002 en 2004, 8848 m, zonder zuurstof
- Lauterbrunner Breithorn
- Grandes Jorrasses
- Matterhorn
- Aiguille du Dru
- Dent d'Hérens
- Elbroes, 2006
- Aconcagua
- Kilimanjaro
- Carstensz-piramide, 2010
- Mount Vinson, 2011
- Leninpiek, 7134 m, 2012
- Cho Oyu, 2014 (van deze beklimming werd een documentaire gemaakt, Hemelbestormers[4])

Overige prestaties:
- Noordpool, 1997
- Zuidpool, 2000

## Boeken[5]
- Bevlogen over ijs - expeditie naar de ziel van Antarctica , samen met Marc Cornelissen en S. Vermeer, 2001, ISBN 9066116129
- Puur presteren, samen met Hans van der Meulen, 2002, 108 p., Tirion Uitgevers - Baarn, ISBN 90-439-0462-7
- Naar nieuwe hoogte, door Wilco van Rooijen, 2005, 143 p., Fontaine Uitgevers, ISBN 90-5956-109-0
- Overleven op de K2, door Wilco van Rooijen, 2009, 165 p., National Geographic i.s.m. Uitgeverij Carrera, ISBN 978-90-488-0179-4
- Surviving K2, door Wilco van Rooijen, 2010, 165 p., National Geographic, ISBN 978-9089270467
- Overleven op de K2, uitgebreide en herziene editie door Wilco van Rooijen, 2012, 217 p., National Geographic i.s.m. G+J Publishing C.V. en Dutch Media Uitgevers B.V., ISBN 978-90-488-1481-7
- Overleven op de K2, in een dwarsligger nr 601, ISBN 9789049807351